# 瓦西里·米列亚
瓦西里·米列亚（Vasile Milea，1927年1月1日—1989年12月22日）是尼古拉·齐奥塞斯库治下罗马尼亚社会主义共和国時期的罗马尼亚国防部长。
米列亚生于莱雷什蒂乡，早年就读于商业学校，1946年曾任当地青年组织副主席。1949年自步兵学校毕业。1952年12月晋升上尉。之后迅速攀升，到1958年已是第二军区战斗训练中心副总长。1964年8月升为少将，1974年当选罗马尼亚共产党中央委员会委员。1985年12月18日担任罗马尼亚国防部长。
1989年12月，羅馬尼亞革命爆發，時任國防部長的米列亞以不流血方式平息蒂米蘇拉起義，並以「人民的軍隊為人民」為由下令軍隊不得對首都布加勒斯特的示威者開槍，據傳其處置方式使尼古拉·齐奥塞斯库嚴重不滿。
1989年12月22日，尼古拉·齐奥塞斯库親自革職米列亞，後者於次日被发现於自家寓所舉槍自盡。當米列亞的死訊傳出後，羅馬尼亞軍隊全面變節、倒戈至救国阵线旗下，導致共产主义政权的急速倒台。
關於米列亞的自殺的動機，罗马尼亚共产党官方聲明米列亞飲彈自盡而亡，但其家人一致稱其是被尼古拉·齐奥塞斯库派遣的刺客秘密暗殺身亡。2005年，一份曝光的驗屍报告顯示米列亞自殺時，使用的是一名侍从的武器，他似乎僅是企圖通過打傷自己以避免後續的政治斗争。然而該發子弹击中了頸动脉，他很快便不治身亡。

## 資料來源
1. ↑  . jurnalul.ro.   [2020-12-15]. （原始内容存档于2017-11-09）.